# Yazyurdu, Nusaybin
Yazyurdu là một xã thuộc huyện Nusaybin, tỉnh Mardin, Thổ Nhĩ Kỳ. Dân số thời điểm năm 2010 là 177 người.